# Maricopodynerus lissus
Maricopodynerus lissus är en stekelart som beskrevs av Richard Mitchell Bohart 1950. Maricopodynerus lissus ingår i släktet Maricopodynerus och familjen Eumenidae. Inga underarter finns listade i Catalogue of Life.